# Hermosillo
Hermosillo (tidligere kaldet Santísima Trinidad del Pitic) er hovedstad og den største by i den mexicanske stat Sonora. Byen har 855.563 (2020) indbyggere.

## Historie
Byen blev grundlagt i 1700, efter at de første bebyggelser med folk af europæisk afstamning var opstået et halvt hundrede år forinden. Før det havde der levet oprindelige amerikanere i området, men disse var efterhånden blevet fordrevet. Byen fik sit nuværende navn i 1828 til ære for José María González de Hermosillo, der havde været aktiv i Mexicos uafhængighedskrig.
Hermosillo var skueplads for en række oprør og var ikke altid på den mexicanske regerings hænder i anden halvdel af det 19. århundrede. På trods af dette udviklede byen sig fortsat, og i 1881 blev der indviet en jernbanelinje mellem Hermosillo og Guaymas, og befolkningstallet var på 14.000 ved slutningen af århundredet.
Under den mexicanske revolution i 1910'erne var Hermosillo i omkring fem måneder Mexicos hovedstad og hjemsted for Venustiano Carranzas regering. I 1915 blev byen angrebet af Pancho Villa, men holdt stand mod de revolutionæres angreb.

## Geografi
Byen er beliggende nogenlunde midt i staten Sonora i en afstand af ca. 270 km til grænsen mod USA. Den ligger midt i Sonoraørkenen og er kendt for sit ekstremt varme vejr, der i en tremåneders periode hver sommer holder en gennemsnitstemperatur på over 40 °C. Samtidig falder der meget lidt vand, men de to mest regnfulde måneder på året er gennemsnitligt juli og august med omkring 50 mm hver.

## Erhvervsliv
Byen har en betydelig industri med en række store internationale virksomheder repræsenteret i byen. Således har Ford Motor Company en stor fabrik i byen.
Den lokale lufthavn, General Ignacio Pesqueira Garcia International Airport, har fast rutefart til en række byer i Mexico og USA, herunder Mexico City, Phoenix og Los Angeles. 
Der er adskillige læreanstalter i byen, heriblandt universitetet Universidad de Sonora. 